# Avaz Twist Tower
L'Avaz Twist Tower è un grattacielo alto 142 metri situato a Sarajevo, in Bosnia ed Erzegovina. 
L'edificio ospita il quartier generale della Dnevni avaz, un quotidiano bosniaco. La torre si trova nel quartiere di Marijin Dvor, il municipio centrale di Sarajevo. La costruzione iniziò nel 2006 e fu terminata nel 2009; è il grattacielo più alto dell'ex Jugoslavia. Nel 2009, la nota compagnia tedesca Schüco ha incluso la torre tra i 10 edifici più belli del mondo.